# 岩手県立黒沢尻工業高等学校
岩手県立黒沢尻工業高等学校（いわてけんりつくろさわじりこうぎょうこうとうがっこう）は、岩手県北上市に立地する、県立の工業高等学校である。略称は黒工（くろこう）。

## 設置学科
- 全日制課程 
  - 機械科
  - 電気科
  - 電子科
  - 電子機械科
  - 土木科
  - 材料技術科
- 専攻科課程 
  - 工業技術科
    - 機械コース
    - 電気コース

## 沿革・歴史
- 1939年設立。
- 1978年7月4日 - 教室で1年生が2年生を刺殺する事件が発生[1]。

## アクセス
- JR東日本北上駅1bのりばより岩手県交通バス利用。
  - 「成1・成田線」花巻北高行に乗車し、｢黒沢尻工業高校前｣下車。徒歩5分。
- JR東日本村崎野駅より徒歩12分。

## 部活動
- 岩手県におけるラグビー強豪校の一つであり、全国高等学校ラグビーフットボール大会に24回の出場を果たし、第58回大会では準優勝を果たしている。この外に、岩手県北上盆地では黒沢尻北高校や盛岡工業高校がそれぞれラグビー強豪校として知られている。2009年には、16年ぶりとなる花園出場を果たした。2014年から2018年にかけて全国高等学校ラグビーフットボール岩手県大会5連覇、2023年岩手県大会優勝。
- ボクシング部も全国大会優勝者を数名輩出。
- 野球部は甲子園出場を果たしたこともある古豪。近年は2017年第70回東北地区高等学校野球大会出場。

## 著名な出身者
ラグビー
- 高橋拓也
- 佐々木裕次郎
- 高橋英明
- 千田美智仁
- 藤井大喜

野球
- 及川洋治
- 石塚綜一郎
- 大谷徹

ボクシング
- 八重樫東
- 小原佳太
- 大雅アキラ

その他
- 藤原喜明 - プロレス
- 長谷川武 - バスケットボール
- 高橋広 (漫画家)
- 佐藤翔 (ボート選手)